# 黃步梯
黃步梯（？—？），本名纘承或讚承，字烈侯，生卒年不詳，台灣府澎湖廳東西澳媽宮（今澎湖縣馬公市）人，清朝武官，同治年間因參與戴潮春事件平叛而領有軍功，返鄉後出任澎湖通判（候補）。

## 生平

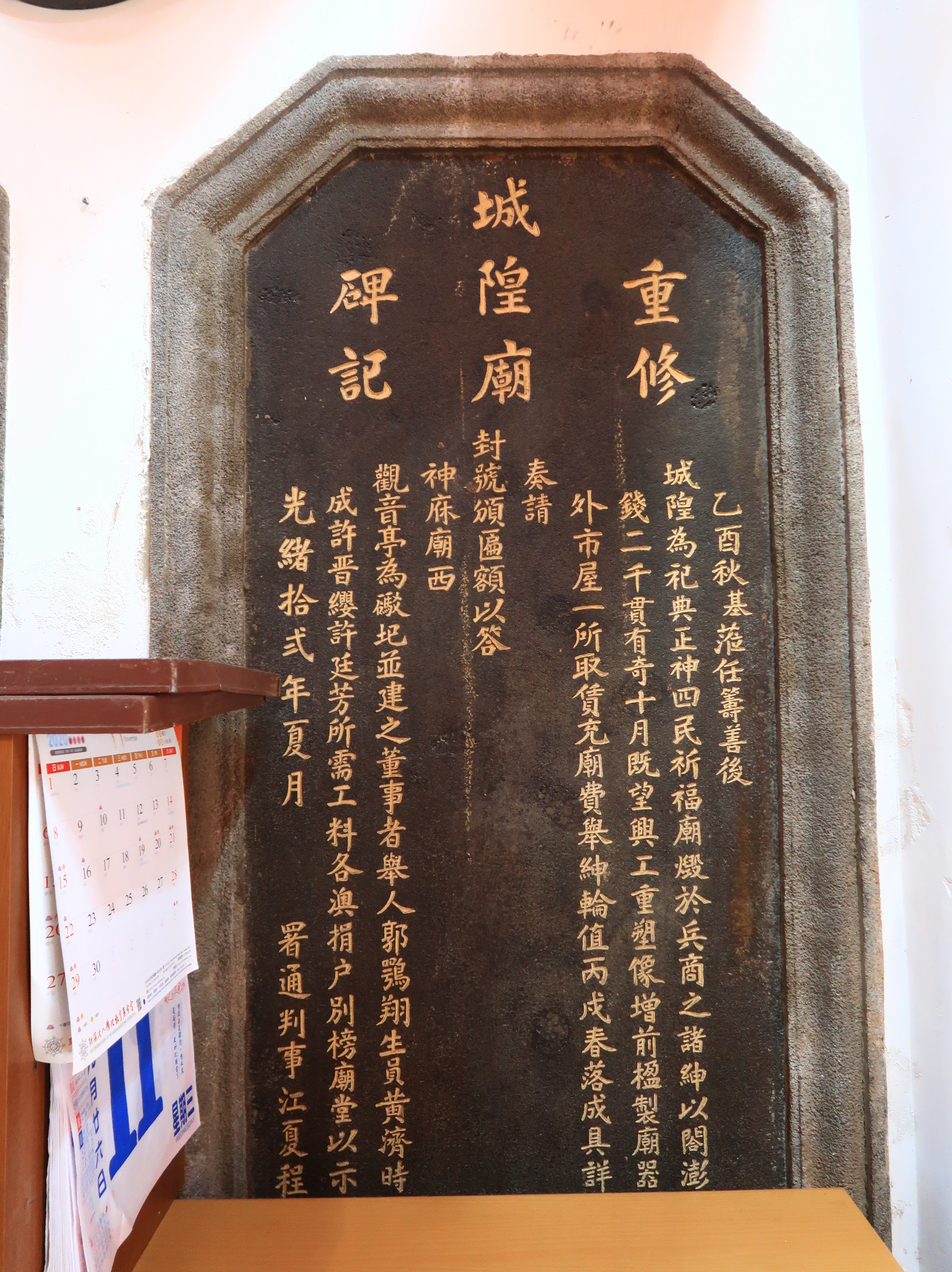
1886年，澎湖通判程邦基所立「重修城隍廟碑記」，黃步梯之子黃濟時之名位列在碑。

黃步梯為媽宮人士，少時任職澎湖水師協擔任稿識，並學習軍務，後被調往臺灣本島，補安平右營額外外委、遷職任把總。同治元年（1882年），戴潮春於彰化縣起事，黃步梯擔任後勤，替參將陳國銓運送軍餉至臺灣鎮總兵林向榮處，運糧中道逢微雨，且前方行經逆賊地盤，部屬勸其勿要冒進，黃步梯奮而應曰：「乘此時賊黨未覺，立即速行，尚可達也。」後仍遇賊黨截擊，黃步梯殿後迎敵，奮勇擊退敵軍。黃步梯因運糧有功，加五品銜。之後除黃步梯之外，凡清兵運送的軍餉皆被賊黨掠奪，眾人始佩服黃步梯之膽識。
同治三年（1864年）年末，戴潮春事件平定，黃步梯後因母親年邁為由，辭退臺灣職務，返回澎湖故里侍親。澎湖水師協副將張顯貴即延攬黃步梯為幕僚（師爺），後援例成通判（候補通判），加提舉銜。
黃步梯返澎之後，里中義舉知無不為：同治13年（1874年），因妻女表達修身持齋的決心，特別闢建供奉觀音的太和堂（齋堂），也成周遭信眾聚集之所；光緒元年（1875年），響應董事蔡玉成修建文石書院，募款監工，勞心戮力；光緒五年（1879年）薛詔光倡建齋堂，黃步梯慷慨捐地，另於太和堂旁搭建齋堂，勞役委請辛正中、黃悟修負責，於光緒六年（1880年）竣工，即「澄源堂」，現今澄源堂仍奉有「欽加提舉銜黃公步梯祿位」之牌位；黃步梯尚欲重修城隍廟，不幸染病，臨終前還多方叮囑長子黃濟時務必完成其遺願，勿負所託。

### 生卒
黃步梯生卒年史書未載，推估出世於大清道光年間（1821年－1850年）；林豪《澎湖廳志．鄉行傳》載黃步梯「欲重修城隍廟而未果」卒，根據媽宮城隍廟曾有光緒12年（1886年）的重修紀錄推斷，因媽宮城隍廟曾於光緒11年（1885年）清法戰爭中的澎湖之役受損，在戰後翌年進行重建工程，故黃步梯約莫逝世於光緒11年（1885年）澎湖之役戰後、光緒12年（1886年）城隍廟整建落成之前。